# قطعنامه ۱۹۵۴ شورای امنیت
قطعنامه  ۱۹۵۴ شورای امنیت سازمان ملل متحد که در تاریخ ۱۴ دسامبر ۲۰۱۰ تصویب شد، سندی بین‌المللی دربارهٔ دیوان جرایم بین‌المللی برای یوگسلاوی پیشین است. این قطعنامه طی نشست ۶۴۴۶ام با ۱۵ رای موافق، ۰ مخالف و ۰ ممتنع تصویب شد.